# Wołodymyr Semynożenko
Wołodymyr Petrowycz Semynożenko, ukr. Володимир Петрович Семиноженко (ur. 9 czerwca 1950 w Hostrej Mohyle w rejonie stawyszczenskim) – ukraiński naukowiec, fizyk, polityk i urzędnik państwowy, poseł do Rady Najwyższej, były wicepremier i minister, w latach 2001–2003 przewodniczący Partii Regionów.

## Życiorys
W 1982 ukończył studia na kierunku fizyczno-technicznym na Charkowskim Uniwersytecie Państwowym. W 1984 uzyskał stopień doktora nauk fizycznych i matematycznych, następnie tytuł profesorski (1988) i godność akademika Narodowej Akademii Nauk Ukrainy (1992). Pracował w instytutach naukowych specjalizujących się w zagadnieniach z zakresu fizyki niskich temperatur. Od 1985 był dyrektorem zrzeszenia naukowo-produkcyjnego Monokrystalreaktyw, podlegającego radzieckiemu ministerstwu przemysłu chemicznego. Po przekształceniach organizacyjnych w 1992 został dyrektorem kompleksu naukowo-technicznego, a w 1995 kierownikiem naukowym koncernu powstałego na bazie dawnego zrzeszenia. Jest autorem licznych prac naukowych (w tym kilku monografii) z zakresu m.in. fizyki ciała stałego i materiałoznawstwa. W 2000 został docentem Lwowskiego Uniwersytetu Narodowego im. Iwana Franki.
W 1994, 1998 i 2002 uzyskiwał mandat deputowanego do Rady Najwyższej II, III i IV kadencji (w 2002 odmówił jego objęcia z uwagi na niepołączalność stanowisk). Od sierpnia 1996 do kwietnia 1998 sprawował urząd ministra nauki i technologii. Od sierpnia do grudnia 1999 po raz pierwszy pełnił funkcję wicepremiera. Zaangażował się w działalność Partii Regionalnego Odrodzenia Ukrainy, na bazie której powstała Partia Regionów. W marcu 2001 Wołodymyr Semynożenko został wiceprzewodniczącym PR, od grudnia 2001 do kwietnia 2003 był jej wiceprzewodniczącym (zastąpił go następnie Wiktor Janukowycz). Od maja 2001 do listopada 2002 ponownie zajmował stanowisko wicepremiera. Był także doradcą prezydenta (2003–2005) i premiera (2006–2007).
W międzyczasie w 2005 wystąpił z Partii Regionów, działał następnie w Partii Ludowej Wołodymyra Łytwyna. W 2009 stanął na czele ugrupowania Nowa Polityka. Od marca do lipca 2010 po raz trzeci sprawował urząd wicepremiera (w gabinecie Mykoły Azarowa). Następnie do czerwca 2014 kierował najpierw państwowym komitetem, następnie państwową agencją ds. nauki, innowacji i informatyzacji.

## Odznaczenia
- Order Księcia Jarosława Mądrego V klasy (2010)[1]
- Order „Za zasługi” I, II i III klasy[2]
- Krzyż Wielki Orderu Zasługi (Portugalia, 1998)[4]